# Dusenia rugosa
Dusenia rugosa là một loài Rêu trong họ Leucodontaceae. Loài này được (Lindb.) Müll. Hal. mô tả khoa học đầu tiên năm 1917.